# Toutoura
La Toutoura (en russe : Тутура) est une rivière de Russie qui coule dans l'oblast d'Irkoutsk en Sibérie orientale. C'est un affluent de la Léna en rive droite.

## Géographie
La Toutoura a une longueur de 250 kilomètres. Son bassin versant a une superficie de 7 150 km2 (surface de taille comparable à celles des départements français 
des Alpes-de-Haute-Provence ou du Loiret).
Son débit moyen à l'embouchure est de 35 m3/s. 
La Toutoura prend sa source dans les hauteurs du plateau de la Léna, partie sud-est du grand plateau de Sibérie centrale, située entre les Monts Baïkal à l'est, et le cours supérieur de la rivière Angara à l'ouest. La rivière coule d'abord vers l'ouest puis vers le nord au travers de la taïga. Dans son cours inférieur, elle effectue une boucle serrée qui lui fait prendre la direction du sud-ouest. Elle finit par atteindre la Léna en rive droite au niveau de la localité de Toutoura, près de 10 kilomètres en amont de la ville de Jigalovo. 
La Toutoura est prise dans les glaces depuis le mois de novembre, jusqu'au début du mois de mai.  

## Hydrométrie - Les débits mensuels à Grekhova
Le débit de la Toutoura a été observé pendant 55 ans (durant la période 1936-1990) à Grekhova, petite localité de l'oblast d'Irkoutsk située sur la partie inférieure du cours de la rivière, à 22 kilomètres en amont de son confluent avec la Léna, à 432 mètres d'altitude.  
À Grekhova, le débit annuel moyen ou module observé sur cette période a été de 34,7 m3/s pour une surface drainée de 7 100 km2, soit la presque totalité du bassin versant.
La lame d'eau écoulée dans le bassin versant de la rivière atteint ainsi le chiffre de 154 millimètres par an, ce qui peut être considéré comme assez élevé, et correspond aux valeurs généralement observées pour les cours d'eau de cette région.
La Toutoura est un cours d'eau assez abondant. Il présente deux saisons. 
Les crues se déroulent de début mai à début juin (maximum de débit en mai avec une moyenne mensuelle de 136 m3/s) et correspondent au dégel. Au mois de juin, le débit de la rivière baisse fortement, puis se stabilise à un niveau assez élevé tout au long de l'été et du début de l'automne. En octobre et novembre, le débit baisse à nouveau, ce qui initie la saison des basses eaux qui a lieu de novembre à avril inclus. Durant ces six mois de saison hivernale cependant, la rivière conserve un débit assez consistant.
Le débit moyen mensuel observé en mars (minimum d'étiage) atteint 9,3 m3/s, soit près de 7 % du débit moyen du mois de mai (maximum de l'année), ce qui témoigne de l'amplitude assez modérée - dans le contexte sibérien - des variations saisonnières.
Sur la période d'observation de 55 ans, le débit mensuel minimal a été de 2,68 m3/s en mars 1944, tandis que le débit mensuel maximal s'est élevé à 238 m3/s en mai 1983.
En ne considérant que la période estivale, libre de glaces (de mai à septembre inclus), le débit mensuel minimal observé a été de 7,94 m3/s en août 1943.